# Neominettia costalis
Neominettia costalis är en tvåvingeart som först beskrevs av Fabricius 1805.  Neominettia costalis ingår i släktet Neominettia och familjen lövflugor. Inga underarter finns listade i Catalogue of Life.